# Imbrasia anthina
Imbrasia anthina är en fjärilsart som beskrevs av Karsch 1892. Imbrasia anthina ingår i släktet Imbrasia och familjen påfågelsspinnare. Inga underarter finns listade i Catalogue of Life.